# 曙ブレーキ工業

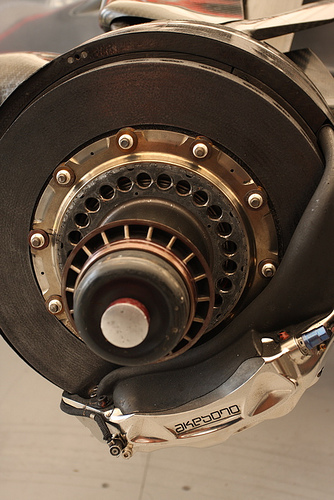
マクラーレン・メルセデスのF1マシン（MP4-22）のブレーキ

曙ブレーキ工業株式会社（あけぼのブレーキこうぎょう、英: AKEBONO BRAKE INDUSTRY CO., LTD.）は、日本の自動車部品メーカーである。

## 概要
1929年創業。主に自動車用ブレーキを中心に生産し、トヨタ、日産や米GMを中心に各完成車メーカーへの供給を行っている。2012年現在ブレーキパッドの日本と米国市場のシェアは4割に達する。
2005年に筆頭株主であった米国の自動車部品メーカー・デルファイが供給先のGMの経営不振などのあおりを受けて保有株を全てトヨタ自動車に売却し、現在はトヨタが筆頭株主となっている。またドイツの同業大手のロバート・ボッシュとも提携している。
自動車用のみならず、新幹線のブレーキライニングおよびキャリパーなど鉄道車両向けのブレーキも生産している。新幹線の非常用ブレーキは1964年開業以来、提供し続けており、非常に高いシェアを持つ。
「akebono」ブランドでモータースポーツへの部品供給も行っており、ホンダが製造するダウンヒル用マウンテンバイク「RN01」にも同社製の専用ディスクブレーキが搭載されていた（2013年現在市販はされていない）。また、2006年の日本GPからF1のマクラーレンへもブレーキシステム（キャリパーとマスターシリンダー）を供給している。2014年シーズン以降、akebonoはマクラーレンチームの『テクノロジーパートナー』として、F1レギュレーションの変更に対応した新しいブレーキシステムを開発・設計し供給。
加えて2012年よりWEC (FIA世界耐久選手権) に参加するトヨタチーム、2017年からTOYOTA GAZOO Racingにブレーキキャリパーを供給し、トヨタのル・マン24時間レース4連覇 (2018 - 2021) に貢献している。(TS030, TS040, TS050, GR010)。
またニュルブルクリンク24時間レースにもサプライヤーとして2006年より参戦しており、2010年からはGAZOO Racingに供給を行なっている。
かつてはtvkの『新車情報』『新車ファイル クルマのツボ』のスポンサーを長年務めていたが、現在は撤退している。特に『新車情報』を立ち上げるにあたっては、メインキャスターの三本和彦の提案に乗る形で、曙ブレーキが中心となって、神奈川県を中心とした周辺都県の自動車部品製造メーカー各社の協賛を集めたほどである。

### 事業再生ADRによる再建へ
北米事業の不振などから資金繰りが悪化したため、2019年1月29日に事業再生実務家協会に対して事業再生ADRを申請。同年7月18日にジャパン・インダストリアル・ソリューションズ第弐号投資事業有限責任組合を割当先とする第三者割当増資を行うことを発表。
2019年9月18日に事業再生ADRが成立。再生計画では、560億円の債権放棄を実施する、子会社である曙ブレーキ山陽製造を閉鎖する、同じく子会社である曙ブレーキ福島製造の規模を縮小する（後に工場再編計画を子会社4社の規模縮小へ変更）などの再生計画が盛り込まれた。同時に曙ブレーキ工業は、東京証券取引所に対して「事業再生計画」を提出。東京証券取引所は、2019年9月19日から10月18日まで時価総額の審査を行い、10月18日に審査の結果が発表され、1か月間の時価総額と10月18日の時価総額両方が10億円以上となったため、曙ブレーキ工業株式は上場が維持されることになった。同年9月30日に第三者割当増資払込が実行され、同時に社長の信元久隆、副社長の荻野好正と松本和夫が退任。後任の代表取締役社長にはボッシュ株式会社専務執行役員や日本電産株式会社常務執行役員を歴任してきた宮地康弘が、後任の副社長にはトヨタ自動車出身の栗波孝昌がそれぞれ就任した。これにより、1964年から続いてきた信元親子による経営に終止符が打たれることになった。
2019年以降、事業再生ADRによる再建計画が進められたが、2020年代に入ると自動車の減産に伴う受注減少や材料価格の高騰を受けて資金創出が困難な状況に直面した。2023年8月8日、翌年以降の借入金の返済が困難になるとして、金融機関には借り換えの要請を開始した。

## 沿革
- 1929年（昭和4年） - 曙石綿工業所創設、ウーブンライニング、クラッチフェーシングの製造開始[2]。
- 1960年（昭和35年） - 曙ブレーキ工業株式会社に社名変更[15]。
- 1961年（昭和36年） - 株式を東京証券取引所市場第2部に上場[15]。
- 1983年（昭和58年） - 株式を東京証券取引所市場第1部に指定[16]。
- 2001年（平成13年） - このころより、20年近くにわたりデータが不正に書き換えられた製品を出荷する[17]。
- 2011年（平成23年） - AD型ディスクブレーキが「重要科学技術史資料登録台帳（未来技術遺産）」に登録[18]。ベトナム現地法人 Akebono Brake Astra Vietnam Co., Ltd. を設立[18]。
- 2012年（平成24年） - Akebono Corporation（North America）をAkebono Brake Corporationに改称。メキシコ現地法人 Akebono Brake Mexico S.A. de C.V. を設立。テストコース「曙ブレーキ・プルービング・グラウンド」を「Ai-Ring」に改称[18]。グローバル研修センター「Ai-Village」竣工[18]。
- 2013年（平成25年） - フランス現地法人 Akebono Engineering Center, Europe S.A.S. を設立[19]。
- 2014年（平成26年） - マクラーレン メルセデスとの技術的パートナーシップ契約を強化[19]。（株）曙アドバンスドエンジニアリングを設立[19]。スロバキア現地法人 Akebono Brake Slovakia s.r.o. を設立[19]。曙ブレーキ山陽製造株式会社を100％子会社化[19]。タイに（株）真岡製作所との合弁会社 A&M Casting (Thailand) Co., Ltd.を設立[19]。シンガポール事務所を開設[19]。
- 2016年（平成28年） - 「市販ロードカー用高性能自動車ブレーキの開発と量産化」において「日本機械学会賞（技術）」を受賞。
- 2017年（平成29年） - 欧州事業における連結子会社の再編（フランス・ドイツ・スロバキアの現地法人3社を本社が統括）
- 2018年（平成30年）- （株）アケボノキッズケアを設立し、あけぼの保育園（Ai-Kids）を開園。
- 2019年（平成31年/令和元年） - 1月29日に事業再生実務家協会に対して事業再生ADRを申請[20][21]。9月18日に事業再生ADRが成立。

## 創業者
創業者の納三治（おさめ・さんじ）は1873年に岡山県裳掛村（現・瀬戸内市）で生まれ、同志社大学卒業後、米国のコーネル大学に学び、帰国後、英国保険組合ロイズの代理店業や横浜のサミュエル商会で紡績機のセールスエンジニアとして働いた。1917年より高田町 (東京府)雑司ヶ谷で毛布や帽子用の毛糸製造工場「曙工場」を経営。「曙」は郷里の港から対岸の小豆島を望む夜明けの美しさから採ったという。自動車の国内普及につれ補修品用部品の需要が高まりつつあったことから、1929年、東京府北豊島郡高田南町（現・東京都豊島区高田）に個人営業の「曙石綿工業所」を創業し、耐熱繊維などを多重織りしたブレーキ摩擦材の生産を始めた。満州事変以降軍用の需要が増え、1936年に株式会社に改組。社章には、事業に対する信念「天の時、地の利、人の和」による発展を願い、母校同志社大の校章「三稜」と同じものを許可を得て採用した。戦時体制下軍需用ブレーキの製造が激増したため、大規模工場を建設するなど事業拡大したが、1941年に統制外ルートからの落綿などの購入が国家総動員法違反に該当するとして逮捕され、執行猶予付きの有罪判決を受け、1942年に又木周夫（日本内燃機元社長）に社長の座を譲った。1924年に下落合に建てた邸宅は巨大な西洋館で（1945年焼失）、隣人に佐伯祐三、吉田博らがいた。